# Corydalis henrikii
Corydalis henrikii är en vallmoväxtart som beskrevs av M. Lidén. Corydalis henrikii ingår i släktet nunneörter, och familjen vallmoväxter. Inga underarter finns listade i Catalogue of Life.